# Zeev Gourarier
Pour les articles homonymes, voir Zeev et Gourarier.
Zeev Gourarier, né le 12 juin 1953 à Jérusalem, est un conservateur de musée français. Il est l'ancien directeur scientifique et des collections du Musée des civilisations de l'Europe et de la Méditerranée de Marseille.
Il est le fils de Henri Gourarier.

## Fonctions
- Depuis 2011 : Directeur scientifique et des collections du Musée des civilisations de l'Europe et de la Méditerranée[1].
- 2008 : Directeur général du Musée national du sport.
- 2003 : Directeur du Musée de l'Homme.
- 1997-2003 : Directeur adjoint du Musée national des arts et traditions populaires.
- 1985-2003 : Conservateur du département Jeux loisirs et spectacles au Musée national des arts et traditions populaires, enseignant à l'Ecole du Louvre.

## Expositions
Fondateur et commissaire des expositions suivantes : 
- 1993-1994 : Versailles et les tables royales du XVIIe au XIXe siècle au Musée national des châteaux de Versailles et de Trianon.
- 1995-1996 : Il était une fois la fête foraine à la Grande Halle de la Villette.
- 1998 : La Différence Musée national des arts et traditions populaires
- 2000 : Visions du futur aux Galeries nationales du Grand Palais.
- 2002 : Jours de cirque au Grimaldi Forum de Monaco.
- 2004 : Au cirque, le peintre et le saltimbanque au Musée de la Chartreuse de Douai.
- 2018 : Amour au musée du Louvre-Lens.